# Henry Iba Award
L'Henry Iba Award è un premio cestistico istituito nel 1959, conferito dalla United States Basketball Writers Association (USBWA) al miglior allenatore del campionato di pallacanestro NCAA.
È intitolato alla memoria di Henry Iba, allenatore di pallacanestro scomparso nel 1993 e membro del Naismith Memorial Basketball Hall of Fame dal 1969.

## Albo d'oro
- 1959 - Ed Hickey,  Marquette G. Eagles
- 1960 - Pete Newell,  Calif. G. Bears
- 1961 - Fred Taylor,  Ohio State Buckeyes
- 1962 - Fred Taylor,  Ohio State Buckeyes
- 1963 - Ed Jucker,  Cincinnati Bearcats
- 1964 - John Wooden,  UCLA Bruins
- 1965 - Butch van Breda Kolff,  Princeton Tigers
- 1966 - Adolph Rupp,  Kentucky Wildcats
- 1967 - John Wooden,  UCLA Bruins
- 1968 - Guy Lewis,  Houston Cougars
- 1969 - John Wooden,  UCLA Bruins
- 1970 - John Wooden,  UCLA Bruins
- 1971 - John Wooden,  UCLA Bruins
- 1972 - John Wooden,  UCLA Bruins
- 1973 - John Wooden,  UCLA Bruins
- 1974 - Norm Sloan,  NCSU Wolfpack
- 1975 - Bob Knight,  Indiana Hoosiers
- 1976 - Johnny Orr,  Michigan Wolverines
- 1977 - Eddie Sutton,  Ark. Razorbacks
- 1978 - Ray Meyer,  DePaul B. Demons
- 1979 - Dean Smith,  NCSU Wolfpack
- 1980 - Ray Meyer,  DePaul B. Demons

- 1981 - Ralph Miller,  Oregon St. Beavers
- 1982 - John Thompson,  Georgetown Hoyas
- 1983 - Lou Carnesecca,  St. John's R. Storm
- 1984 - Gene Keady,  Purdue Boilermakers
- 1985 - Lou Carnesecca,  St. John's R. Storm
- 1986 - Dick Versace,  Bradley Braves
- 1987 - John Chaney,  Temple Owls
- 1988 - John Chaney,  Temple Owls
- 1989 - Bob Knight,  Indiana Hoosiers
- 1990 - Roy Williams,  Kansas Jayhawks
- 1991 - Randy Ayers,  Ohio State Buckeyes
- 1992 - Perry Clark,  Tulane G. Wave
- 1993 - Eddie Fogler,  Vand. Commodores
- 1994 - Charlie Spoonhour,  St. Louis Billikens
- 1995 - Kelvin Sampson,  Oklahoma Sooners
- 1996 - Gene Keady,  Purdue Boilermakers
- 1997 - Clem Haskins,  Minnesota Golden Gophers
- 1998 - Tom Izzo,  MSU Spartans
- 1999 - Cliff Ellis,  Auburn Tigers
- 2000 - Larry Eustachy,  Iowa St. Cyclones
- 2001 - Al Skinner,  Boston C. Eagles
- 2002 - Ben Howland,  Pittsburgh Panthers

- 2003 - Tubby Smith,  Kentucky Wildcats
- 2004 - Phil Martelli,  St. Joseph's Hawks
- 2005 - Bruce Weber,  Illinois Fighting Illini
- 2006 - Roy Williams,  N. Carol. Tar Heels
- 2007 - Tony Bennett,  Wash. St. Cougars
- 2008 - Keno Davis,  Drake Bulldogs
- 2009 - Bill Self,  Kansas Jayhawks
- 2010 - Jim Boeheim,  Syracuse Orange
- 2011 - Mike Brey,  Notre Dame F. Irish
- 2012 - Frank Haith,  Missouri Tigers
- 2013 - Jim Larrañaga,  Miami Hurricanes
- 2014 - Gregg Marshall,  WSU Shockers
- 2015 - Tony Bennett,  Virginia Cavaliers
- 2016 - Chris Mack,  Xavier Musketeers
- 2017 - Mark Few,  Gonzaga Bulldogs
- 2018 - Tony Bennett,  Virginia Cavaliers
- 2019 - Rick Barnes,  Tenn. Volunteers
- 2020 - Anthony Grant,  Dayton Flyers
- 2021 - Juwan Howard,  Michigan Wolverines
- 2022 - Tommy Lloyd,  Arizona Wildcats
- 2023 - Shaka Smart,  Marquette G. Eagles
- 2024 - Kelvin Sampson,  Houston Cougars
- 2025 - Rick Pitino,  St. John's R. Storm